# Bluetick Coonhound
Der Bluetick Coonhound ist eine Hunderasse aus den USA. Sie ist nicht von der FCI anerkannt, wird jedoch vom UKC und seit 2009 auch vom AKC anerkannt.
In Louisiana entstand aus der Kreuzung von Foxhounds, Mischlingen, English Coonhounds und französischen Laufhunden der Bluetick Coonhound. Heute wird er auf den Waschbären angesetzt. Wie alle „Waschbärenhunde“ ist er ziemlich groß, bis 69 cm und mittelschwer bis 36 kg. Das Fell der Hunde ist mittellang, weich, glatt und glänzend in weiß, stark blauschwarz gefleckt oder getüpfelt und jeweils lohfarbene Abzeichen an Kopf und Behang.
Er gilt als pflegeleicht und wird im Schnitt 11–12 Jahre alt. Sein Charakter ist freiheitsliebend und naturbelassen. Der Bluetick ist selbstbewusst und hat einen hohen Bewegungsdrang, weshalb er nicht als Stadt- oder Familienhund geeignet ist. Er sollte als Jagdhund gehalten werden.